# Клан Гледстейнс

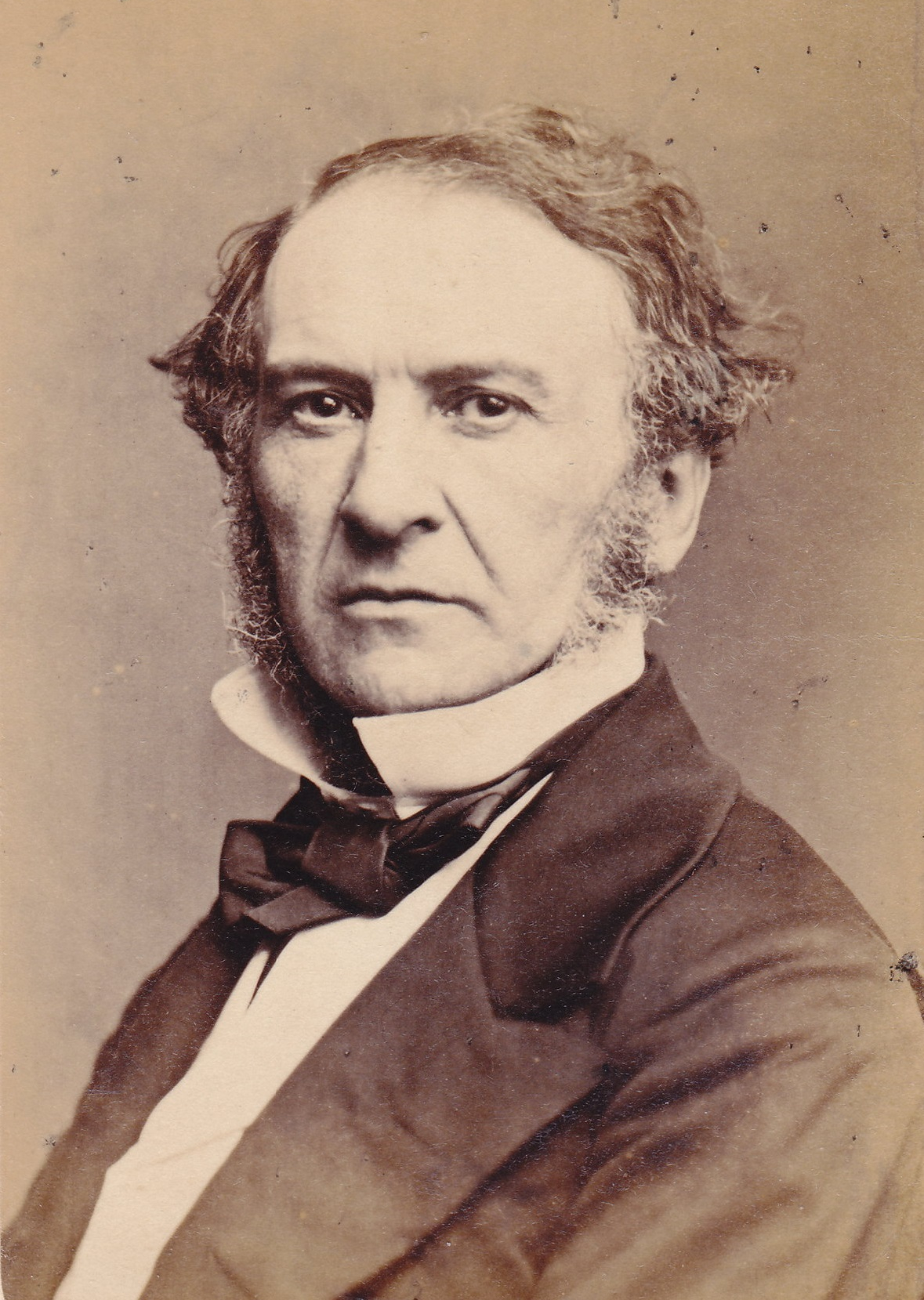
Вільям Юарт Гладстон у 1861 році.

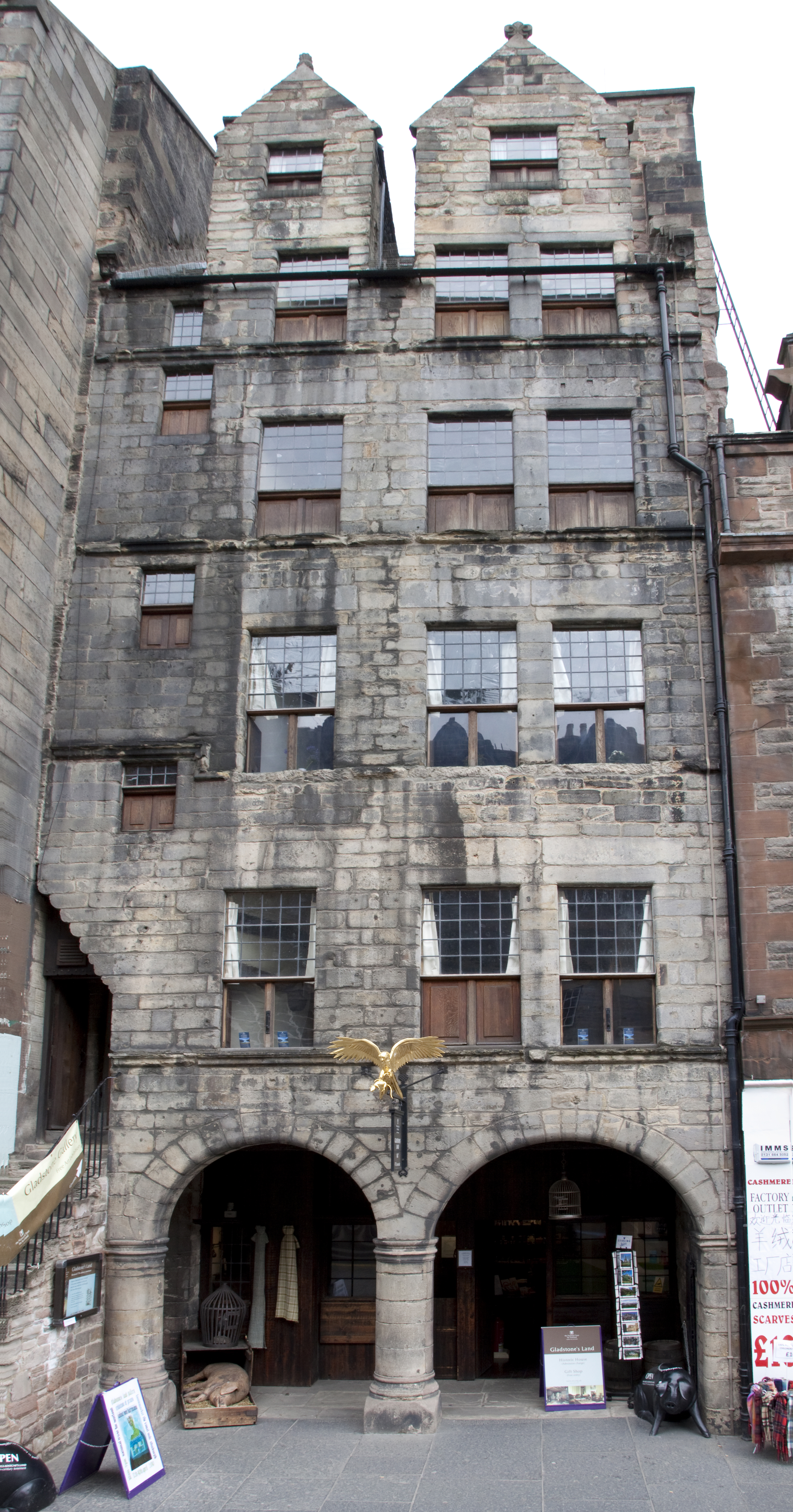
Будинок "Земля Томаса Гладстона" в Единбурзі.

Клан Гледстейнс (шотл. - Clan Gladstaines) - один з кланів рівнинної частини Шотландії - Лоуленду. На сьогодні клан не має визнаного герольдами Шотландії вождя, тому вважається «кланом зброєносців». Більше того, майже всі гілки клану вимерли, є тільки окремі люди в різних країнах світу, що походять від клану Гледстейнс. Рід Гладстон теж походить від клану Гледстейнс. 
Гасло клану: Fide et virtute - Віра і мужність (лат.)

## Історія клану Гледстейнс

### Походження клану Гледстейнс
У давні часи клан володів землями між Ланарком (шотл. -  Lanark) та Піблс (шотл. - Peebles). Ці землі розташовані біля містечка Біггар (шотл. - Biggar). Ця земля являє собою рівнину, що оточена пагорбами, що вкриті вересовими пустищами. Місцкевість частково заболочена, поруч розташовані скелясті схили Белл-Крейг або Коклоу-Хілл. Саме у цій місцевості виник і жив клан Гледстейнс. Тут цей клан збудував замок, що став відомий як замок Гледстейнс або замок Кайт-Рок. Замок не зберігся - не лишилось навіть руїн, хоча простояв він понад 600 років. На цьому місці нині є тільки ферма. 
Назва клану та замку наводить на думку про англо-саксонське походження клану. Давня назва клану була Де Гледестан (саккс. - de Gledestan) у 1296 - 1356 роках. Потім назва змінилась на Гледстан (Gledstan). Потім до назви додалась «s» наприкінці слова: Гледстаніс (Gledstanys), потім Гледстейнс (Gledstanes). У 1835 році Джон Гладстоун з Фаскве отримав підтвердження, що він має право іменуватися сер Джон Гладстоунс як іменувались його предки. 

### ХІІІ - XIV століття
Перша згадка про клан Гледстейнс в історичних документах датується 1296 роком. У цьому році після завоювання Шотландії Англією вожді шотландських кланів мусили підписати присягу на вірність королю Англії Едварду І. У Документі, що ввійшов в історію як «Рагман Роллс» згадується і Герберт де Гледестан дель конт де Ланарк (шотл. - Herbert de Gledestan del counte de Lanark). Згідно історичних переказів сини цього Герберта приєдналися до повстання Вільяма Воллеса, а потім до армії Роберта Брюса і боролися за свободу Шотландії. Також існує легенда, що сини Герберта вирушили разом з Джеймсом Дугласом на Святу Землю у 1330 році, щоб поховати там серце Роберта Брюса. Похід цей завершився трагічно. Це лишається не більше ніж легендою, але надалі клан Гледстейнс був вірним васалом графів Дуглас. Судячи по всьому клан Гледстейнс брав участь у битві під Невілл-Кросс у 1346 році, що закінчилась катастрофою для Шотландії. Вільям та Патрік Гледстейнс були серед тих, хто мусив платити данину Англійському королю Едварду III.
В історичних документах згадується Вільям де Гледестан, що був чи то сином, чи то онуком Герберта. Він згадується в документах за 1346 рік як Вільям де Гледестан з Мінтоу та Тевіотдейлу - судячи по всьому він змушений був жити не в своєму родовому замку в Ланаркширі, а на кордоні з Англією. Десять років після цього Вільям де Гледестан супроводжував свого сеньйора графа Дугласа у Францію для продовження боротьби і війни з Англією. Там він відзначився як герой і брав участь у битві під Пуатьє у 1356 році. Але під час цієї битви він потрапив у полон і як полонений був привезений у Лондон - він був у серед французьких полонених під час тріумфального в’їзду Чорного принца в Лондон 24 травня 1357 року.  Вільям де Гледестан був кинутий в Тауер і довгий час був за ґратами. Але потім він був відпущений на свободу під чесне слово - він поклявся не піднімати зброї на короля Англії «ні як суверен, ні за наказом свого сеньйора, ні з метою самооборони». І як справжній лицар він дотримав свого слова. 
Останні роки свого життя він служив графу Дугласу в баронстві Каверс, що недалеко від Гавіка. Він служив на кордоні з Англією, протидіяв контрабанді. Володіння клану успадкувала Маргарет, що володіла значними маєтками в Піблс, Селкірк та в Ексбургширі. Маєтки були розділені між її синами у 1390 та у 1412 році. Джеймс - старший син успадкував маєток та замок Гледстейнс в Ланаркширі, замок Тевіотдейл біля Каверс, що відомий як Коклоу-Кестл. Ці маєтки лишилися у володіннях головної гілки клану. 

### XV століття
Шотландія в XV пережила епоху нескінченних війн кланів і руйнувань. Не уникнув цього і клан Гледстейнс. 1403 році на землі клану Гледстейнс напав граф Нортумберленд та його син Гарру Готспур. Клан Гледстейнс відмовився йти на будь-які поступки і замок опинився в облозі. Джеймс Гледстейнс отримав допомогу від короля Шотландії і замок був врятований. 

### XVI століття
Вожді клану Гледстейнс продовжували вірно служити Дугласам, але внаслідок ворожнечі кланів клан Дуглас поніс великі втрати. Після вбивства у 1455 році вождя клану Дуглас володіння клану були розділені королем. Клан Гледстейнс відповідно теж переживав важкі часи. У 1482, 1505, 1508 роках клан мав суперечки щодо володіння землями, зокрема щодо пагорбів Кадемуйр. Джон Гледстейнс став васалом клану Скотт Бранксголм, що отримав частину володінь клану Дуглас. Серед документів 1519 року є документ про досить химерний шлюбний договір, де зазначаються умови примусового шлюбу низки дочок кланів Гледстейнс та Скотт, успадкування земель та виплати грошей. У ті часи такі примусові шлюби були не рідкістю. Війни кланів тривали, і в 1561 році Джон Гледстейнс представ перед судом за вбивства скоєні його синами під час сутичок між кланами. Союзник клану Гледстейнс - вождь клану Скотт Джон Скотт запропонував 200 £ як компенсацію за скоєні вбивства. 

### XVII століття
У XVII столітті після об’єднання Англії і Шотландії в одне королівство багато шотландських кланів пережили важкі часи і змушені були покинути свої землі. Король Швеції Густав Адольф мав у своїй армії бригаду шотландців. Серед них був і офіцер Герберт Гледстейнс. Він народився в Дамфісі у 1600 році, став під прапор Швеції у 1640 році. Його нащадки жили в Швеції, у 1725 році працювали в голландській Ост-індійській компанії і жили на Молукських островах. 
Була ще ірландська гілка клану Гледстейнс. Вони походять від капітана Джеймса Гледстейнса, що переселились в Ірландію в XVII столітті і брав участь в облозі Деррі у 1689 році. Але не всі люди з клану Гледстейнс були воїнами. Відомі купці Гледстейнси. На початку XVII століття в Единбурзі були успішні купці Гладстони. Один з них - Томас Гладстон збудував гарний будинок, що називається «Земля Томаса Гладстона» і досі є окрасою міста. 
Клан Гледстейнс не оминули і релігійні війни. Клан Гледстейнс лишився віргний католицтву і двоє людей клану у XVII столітті постраждали за «таємне продовження папської практики». Під час громадянської війни в Шотландії клан Гледстейнс - Гладстон підтримав ковенанторів. 

### XVIII - XIX століття
У XVIII клан Гледстейнс підтримав повстання якобітів і постраждав після поразки повстання. Наприкінці XVIII століття всі основні гілки клану Гледстейнс вимерли, в тому числі і гілка вождів клану. Але є багато людей, що живуть в Шотландії, Англії та в інших країнах, що носять прізвища Гледстейнс та Гладстон і походять від клану Гледстейнс. Серед них був і видатний політик - прем’єр-міністр Великої Британії Вільям Юарт Гладстон (1809 - 1898), що чотири рази очолював уряд Великої Британії за часів королеви Вікторії.